# 麵包

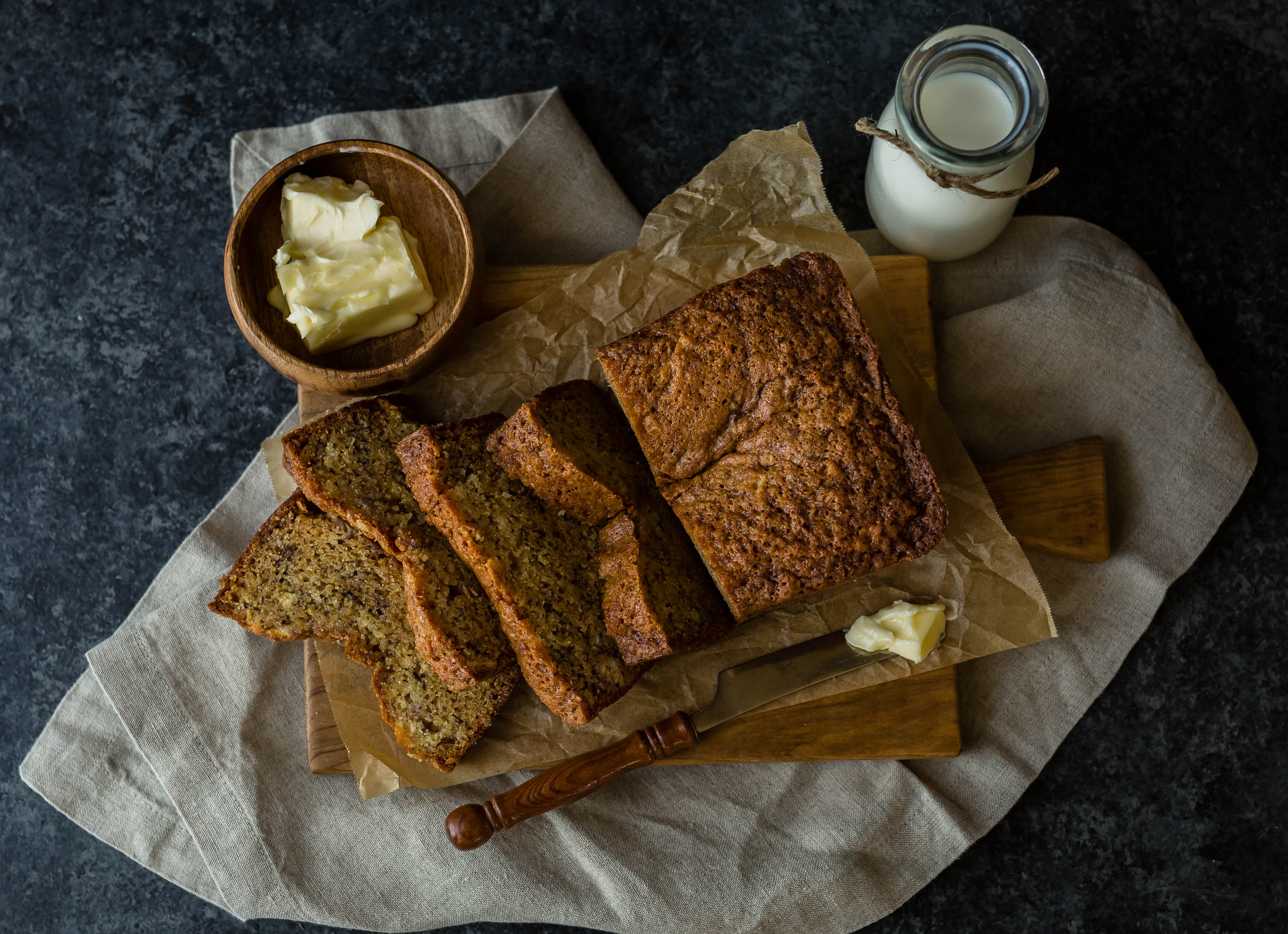
一個自家製麵包

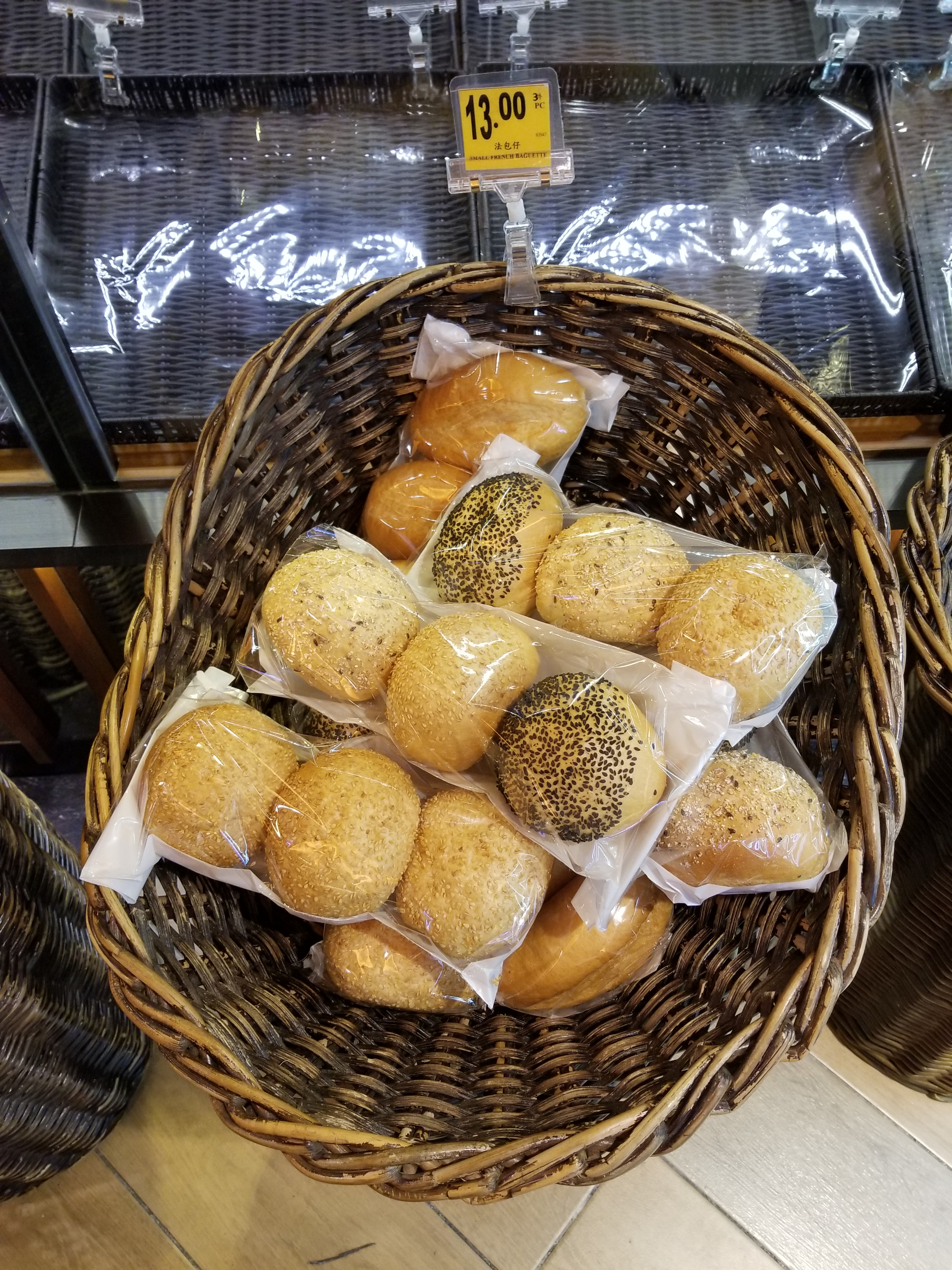
在超級市場上的面包

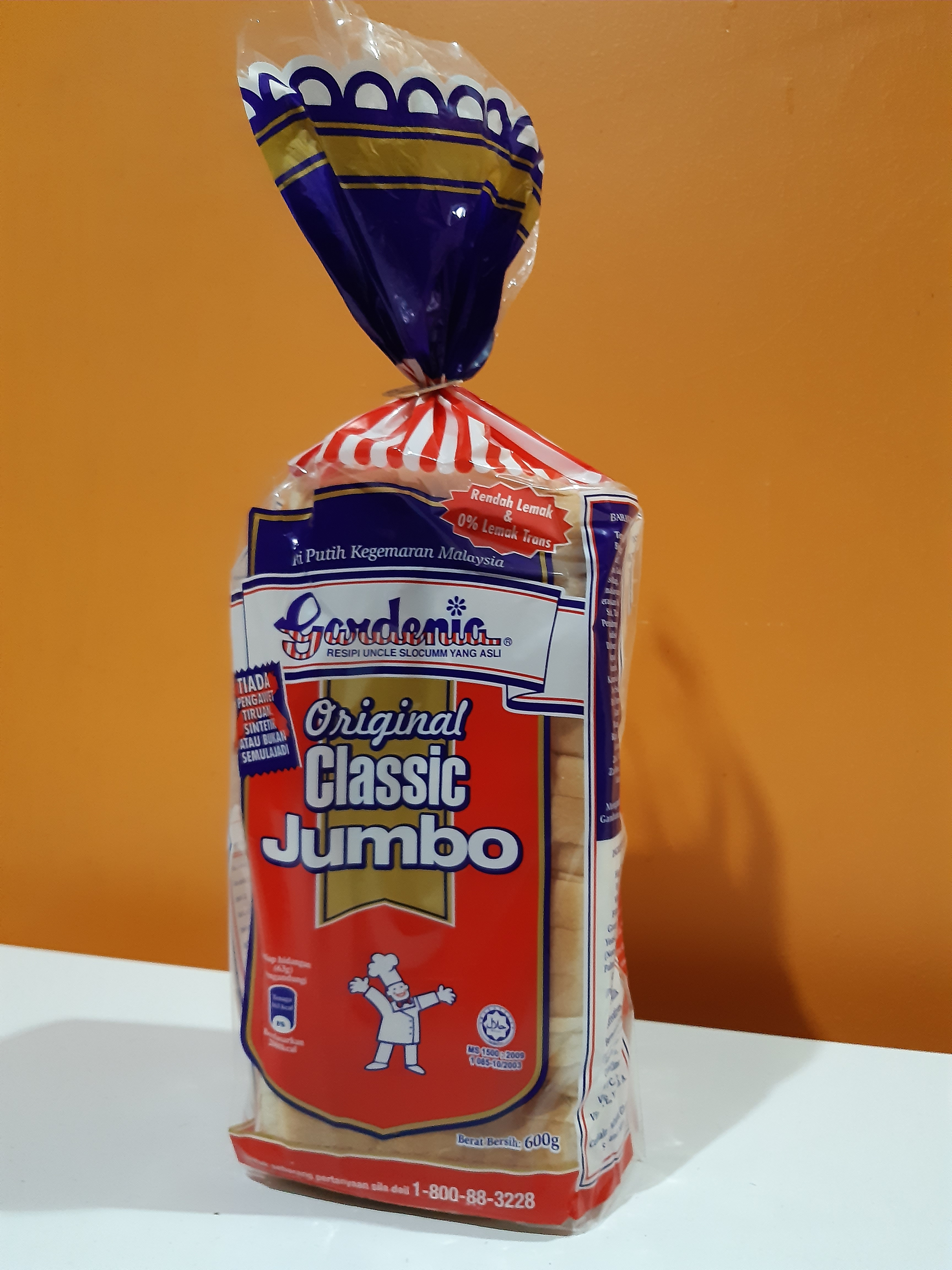
马来西亚Gardenia面包

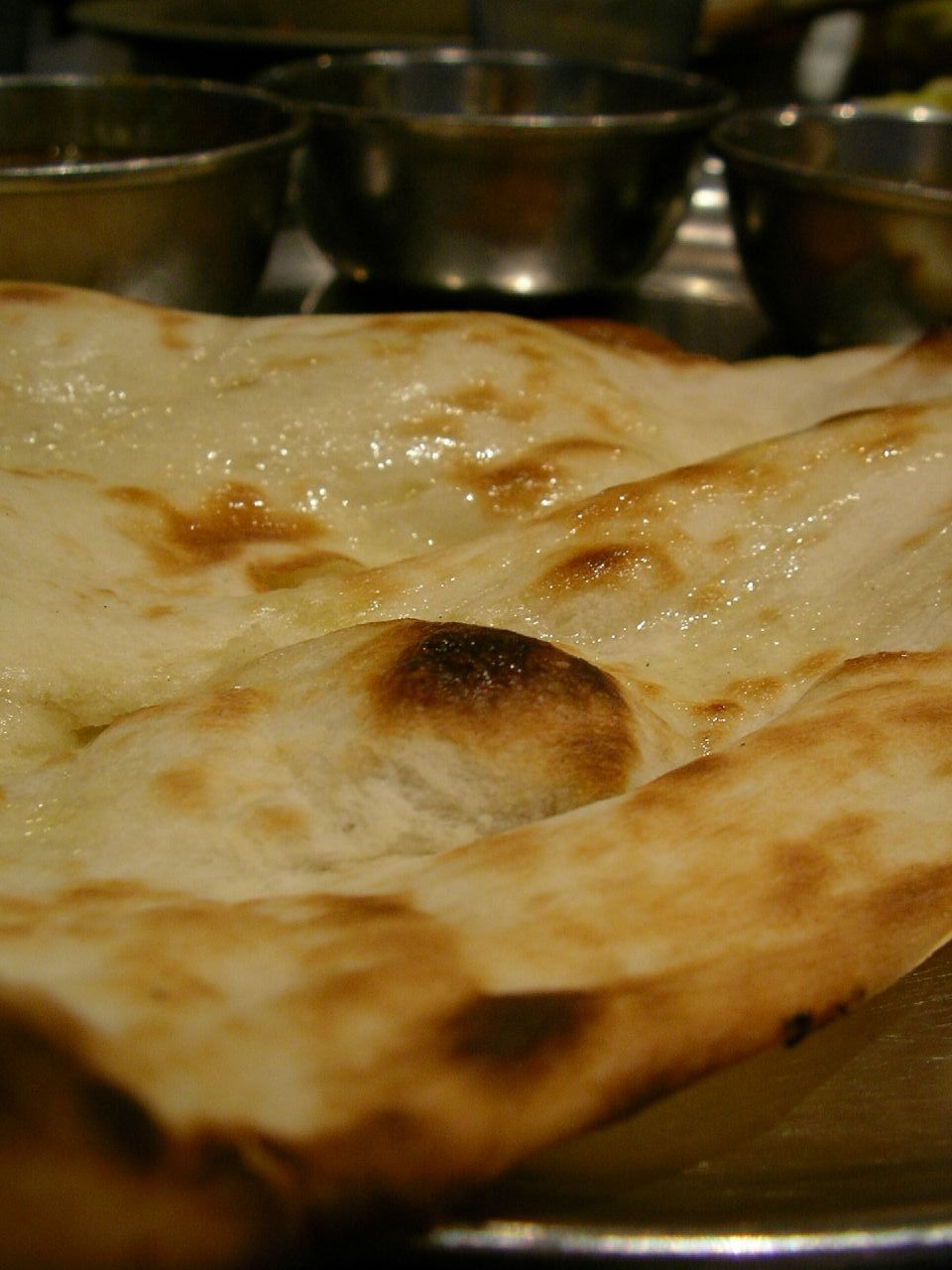
馕，一种起源于波斯（今伊朗）一种未发酵烤饼

麵包，在香港又叫麵飽（「飽」音、義同「包」，但義只限食用包）、麵麭，簡稱包/飽（義或源自葡語pão音譯），是一种用五谷（一般是麦类）磨粉制作并加热而制成的食品。

## 概述
所谓麵包，就是以黑麦、小麦等粮食作物为基本原料，先磨成麵粉，再加水、盐、酵母等和面并制成面团坯料，然后再以烘、烤、蒸或煎等方式加热制成的食品。麵包有時候也含有其他成分，例如牛奶、雞蛋、糖、香料、水果、果仁等等。麵包是最古老的加工食品之一，在新石器時代已經出現。 
通常提到面包，大都会想到欧美面包的夹馅面包、甜面包等。其实，按照上述的定义划分，面包这一食品范围更加广泛，世界上还有许多特殊种类的面包。
世界上广泛使用的制作面包的原料除了黑麦粉、小麦粉以外，还有荞麦粉、糙米粉、玉米粉等。有些面包经酵母发酵，在烘烤过程中变得更加蓬鬆柔软；亦有剛好相反的麵包，不需要經過發酵。尽管原料和制作工艺不尽相同，它们都被称为面包。

## 历史
面包最早的考古学证据来自欧洲旧石器时代晚期的地层，大约距今3万年前。那时的面包只是发酵的粮食饼。小麦和大麦是肥沃月灣上最早出現的人工培育植物之一，用它们做成的面包在大约1万年前的新石器时代成为主食。以小麦为主的农业从西南亚传到欧洲、北非和印度次大陆。石磨的發展對麵包的普及也扮演重要角色，麵粉由小麥麥粒研磨而成，雖然人類在公元前6萬年前的石器時代已開始使用石磨，但早期的石磨效率很低，直至公元前6世紀，轉磨在伊比利亞半島東北部出現，在古羅馬時期轉磨向東傳入小亞細亞及黎凡特，至公元4世紀水力磨坊的發展日益完善，因為能夠大量生產麵粉，麵包遂成為西方世界的主食。
酵母的历史也可以追溯到史前。酵母孢子四处飘散，很容易随机散落在潮湿的面团上，使面团自然发酵。现知最早的酵母出现在古埃及，电子显微镜在一些古埃及留下的面包上发现酵母细胞。但是古埃及人用二粒小麦做面包，比今天的面包结构更紧密，上面的酵母细胞有时很难被分辨。因此宣称在古埃及出现的酵母最早证据仍有商榷余地。
在世界上其他地方，大米（东亚）、玉米（美洲）和高粱（撒哈拉以南非洲）分别被人工驯化成功，组成了那些地区独特的农业系统，并被用来做成类似面包的食物。
古典时代开始有品种丰富的面包，古希腊人用大麦做面包，小麦面包非常珍贵。雅典很早就出现了职业烘焙師。古罗马作家阿特纳奥斯在《欢宴的智者》一书中描述了当时罗马人吃的面包、蛋糕、饼干和糕点，可作为历史见证。书中提到的面包有薄烤饼、蜂蜜油脂面包、蘑菇形面包沾满罂粟籽，还有军队裡特有的炙叉烤面包卷。
人类进入现代，最先被工业化的几种技术之一就是做面包。奥托·罗维德在1912年发明了把面包切成片的机器。但当时的面包店都不愿买这个新发明，烘焙师担心全切成片的面包更容易变陈。直到1928年，罗维德把面包切片机和包装机结合到一起，切片面包突然開始流行。一位美国中部密苏里州的烘焙师最先使用这种机器。
面包业的另一个重大发展发生在1961年，英国发明了乔利伍德面包处理法。这種方法把大部分工作交给机器，大幅减少发酵周期和制作面包的时间。在机器的帮助下，即使用劣质小麦也可以做出蓬鬆美观的面包。相較之下，传统烘焙方法非常耗时，面团与酵母混合后，需要揉面、静置多次才能送进烤箱。但是乔利伍德处理法做面包需要更多添加剂——四分之三号称对面包过敏、有不适应症的人，对传统方法做的面包没有不良反应。乔利伍德面包处理法现在广泛应用于世界各地，英国、澳大利亚、紐西蘭和印度80%的工厂面包用这种机器做成，很多独立面包店也用机器完成一部分工序。

## 各地名稱
欧洲各国面包无论是还是“bread”，都是借助埃及人发现的酵母菌制作而成，无论有多少变化，但源头可以说只有一个。
日耳曼语族：
日耳曼語族中面包的說法均很近似，英语為，德语為。

### 日本
日本在明治初年（1868年）之前以、來表記。現代則使用“ pan”之片假名表記，源自葡萄牙语的。大约是在17世纪的安土桃山時代，到日本的葡萄牙人把麵包及其名称带入日本。

### 臺灣
在臺灣，麵包通常指吐司、饅頭或者鋪料夾餡的各色甜鹹麵包。
台語與客語，除了「麵包」（台羅、白話字：mī-pau、客拼：mien bauˊ）以外，因為受到日本統治影響，也吸收了日語的借詞（麭，台羅、白話字：pháng、客拼：pangˋ）。

原住民族阿美語的麵包epang/^pang/pang亦為日語借詞，或借華語的饅頭，以man-to^指稱。

### 西亞
西亞各国的面包，使用酵母菌，但并不等到充分发酵，就做成薄薄的面饼烧烤。

### 印度
以印度为中心的部分地区在（麵包叫作naan）制作面包时，并不使用酵母菌。基督教的聖餐（正教會除外）用不發酵的麵團烤製麵包。

### 中國大陸
中国大陸的羌饼、馒头和饢以及馍，某种意义上也可以當作面包。

## 发酵

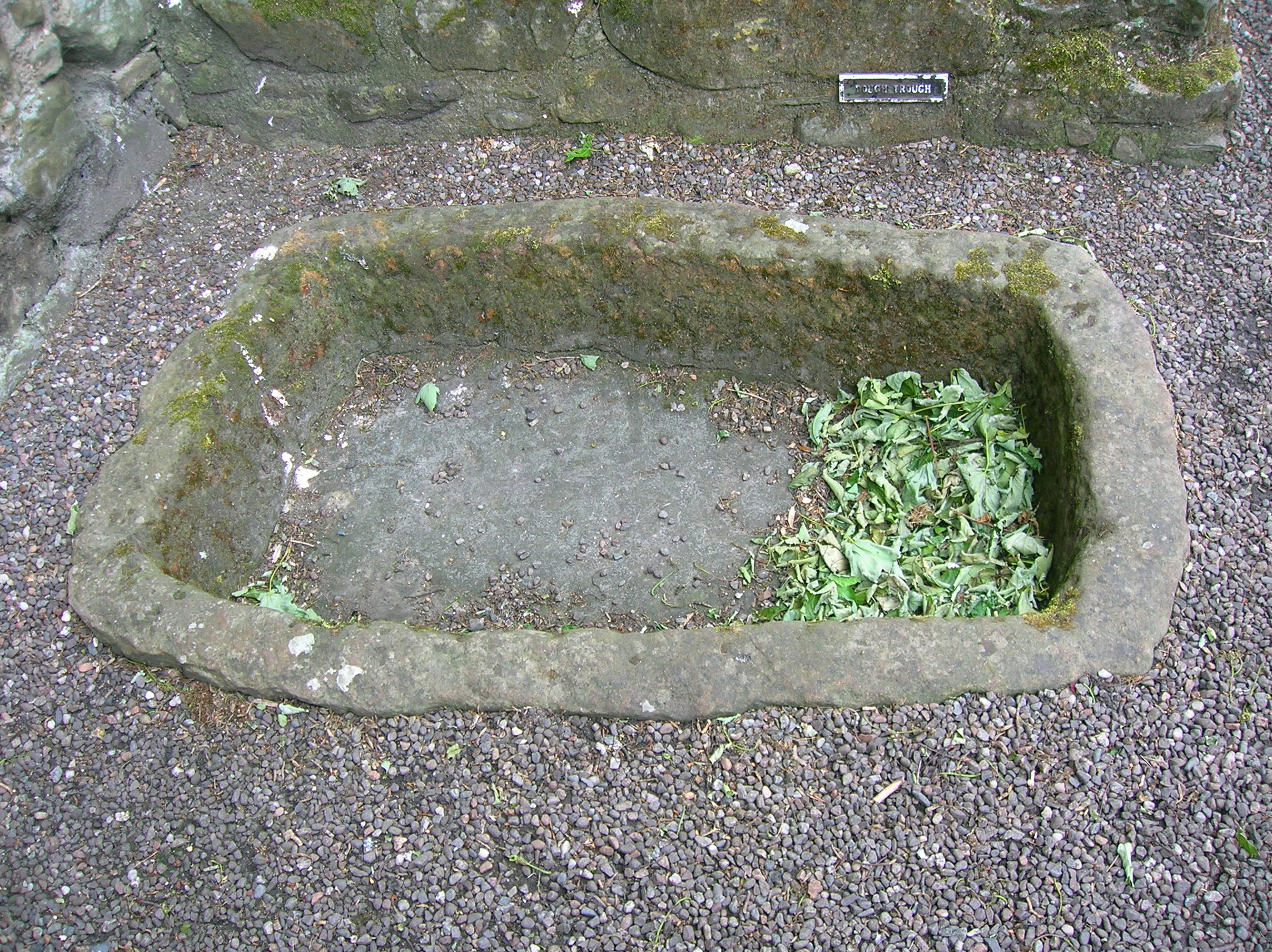
位于阿伯杜尔城堡的面团槽，曾用于发酵面包

发酵是指在烘烤前或烘烤过程中向面团中添加气体，使面包更轻盈、更易咀嚼。西方人吃的大多数面包都是经过发酵的。

## 對文化及政治的影響
面包在历史上和现代都是重要的主食，在许多西方、近东和中东文化中，面包有著重要的意義，而不只是單純的食物。
在西方，麵包作為主食，所以在文學上以麵包表示食糧，最明顯的例子有《主禱文》。基督教的聖餐禮亦以麵包象徵耶穌基督的身體。但發酵的麵包在聖經中名聲並不佳，因為它象徵敗壞。另一方面，猶太教的逾越節又稱「無酵節」，是要紀念當年摩西帶領神的子民離開埃及時連讓麵包發酵的時間都沒有。由於耶穌建立聖餐禮時正逢逾越節，一些基督教會（例如天主教）以無酵節作祝聖成聖體用。在以色列最常见的罢工示威中的口号是（面包，工作）。并且在20世纪50年代，“披头族”用面包委婉的表示钱。在伦敦俚语中，面包意味着钱，来自于词组面包和蜂蜜（bread and honey）。面包在世界各地英语国家是常见的用来表示钱的同义词（与它情况类似的还有生面团）。“面包”作为俚语在文化中的重要性，远远超过它本身，但是，一般来说它用来隐喻人民基本需要和生活状况。例如，（bread-winner）直译为获得面包的人，是指一个家中的主要经济来源，即养家糊口的人。和这句相似的还有。革命者常常说的“有史以来”（the greatest thing since sliced bread），直译过来就是“自从有了切片面包以后”。在1917年，苏联的列宁和布尔什维克的宣称的口号是“和平、土地和面包” 。在加拿大纽芬兰省民间故事中，面包被小仙子保护。术语“粮仓”（breadbasket）通常用来指农村富饶地区。在斯拉夫文化中，会向客人献上面包和盐，以此表示对客人的欢迎。在印度，面包是基本必需品，人们常常说（面包，布料和房子）。
面包在政治上有着重要意义。19世纪英国，麵包價格飞涨，英国通过颁布穀物法藉以“保护”英国农夫及地主免受来自从生产成本较廉宜的外国所进口的谷物的竞争。13世纪的面包和麦酒法令（Assize of Bread and Ale），是中世纪的一部重要面包法案，对短斤少两的面包师设置重罚规定，直到《大宪章》出现前的半个世纪。
相比之下，在亚洲各地区稻米取代面包成为了最重要的主食，稻米也包含大部分文化象征和内涵。小麥在5000年前傳入中國，但研磨小麥成為麵粉的石磨較遲在中國發展及普及，故此最初小麦在中國以整粒形式食用，與水一起煮成麥粥，但口感粗糙，故小麥在中國曾經不受歡迎，直至東漢以後，轉磨在中國漸多，小麥食品才在中國變多。
过去，在中国南方，米饭是饭桌上的基本组成部分，而在中国中部和北部，则是把小麦作为主食（因为以前只有在中国南部温暖的亚热带气候适合种植水稻，但是现在北方地区，比如中国的东北地区，人们的主食却是稻米做的米饭，面食已经退于次要的地位）。
在中国的沿海地区，经过近二十年的经营推广，面包已经从点心的概念，走入主食类和生活必需品的阶段，这是一个非常值得注意的现象。但面包的品质在这些年里并没有提昇，并且有因为原物料和人力的提升而導致品質低下。面包的个性化区域平庸，这在将来的面包产业的发展，将是需要重新定义和修正的。

## 烤製
| 烤面包 | 烤面包 | 烤面包 |
| ------ | ------ | ------ |
|        |        |        |
|        |        |        |
|        |        |        |
|        |        |        |

## 种类

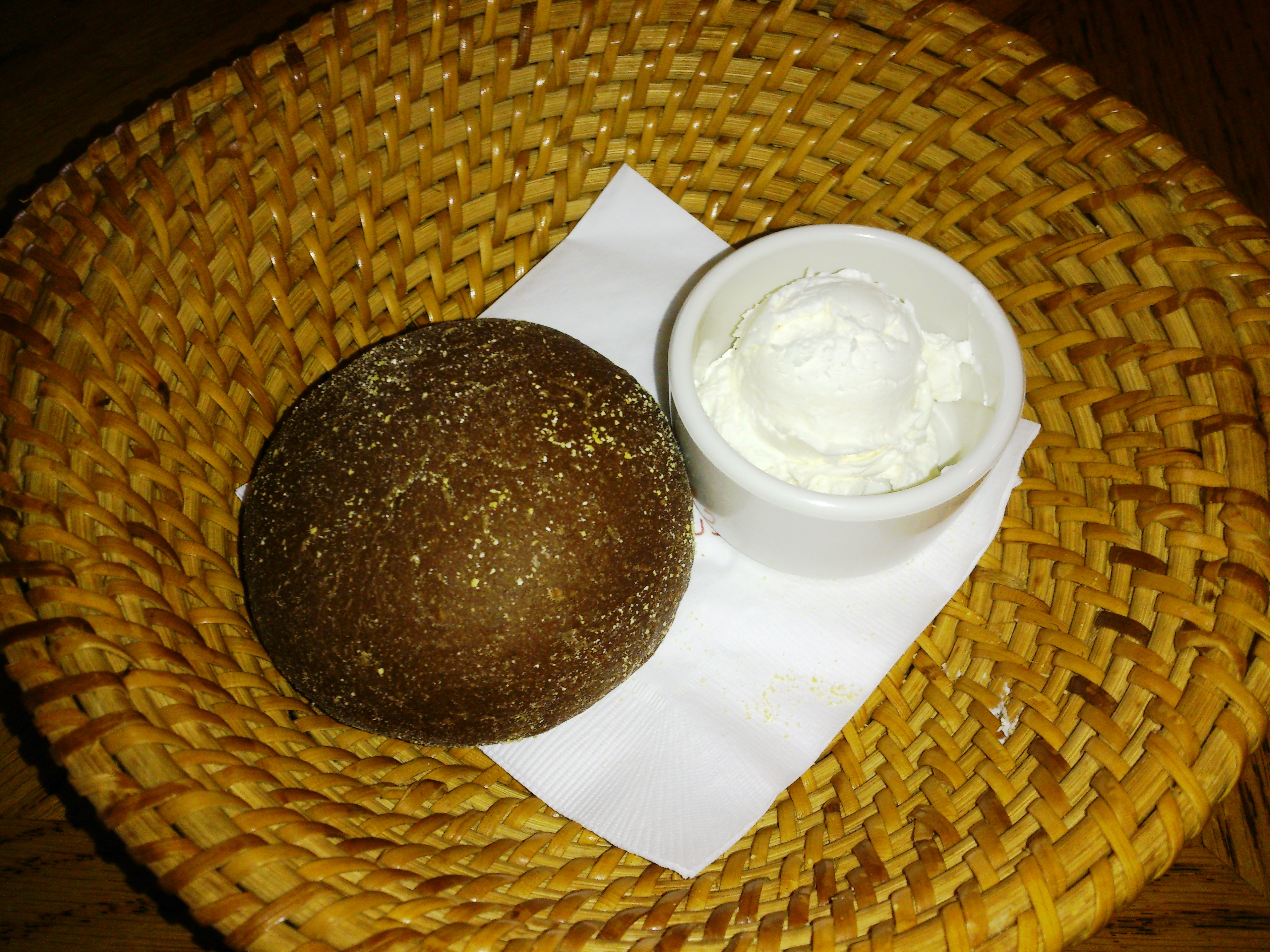
蜜糖麥包配奶油芝士
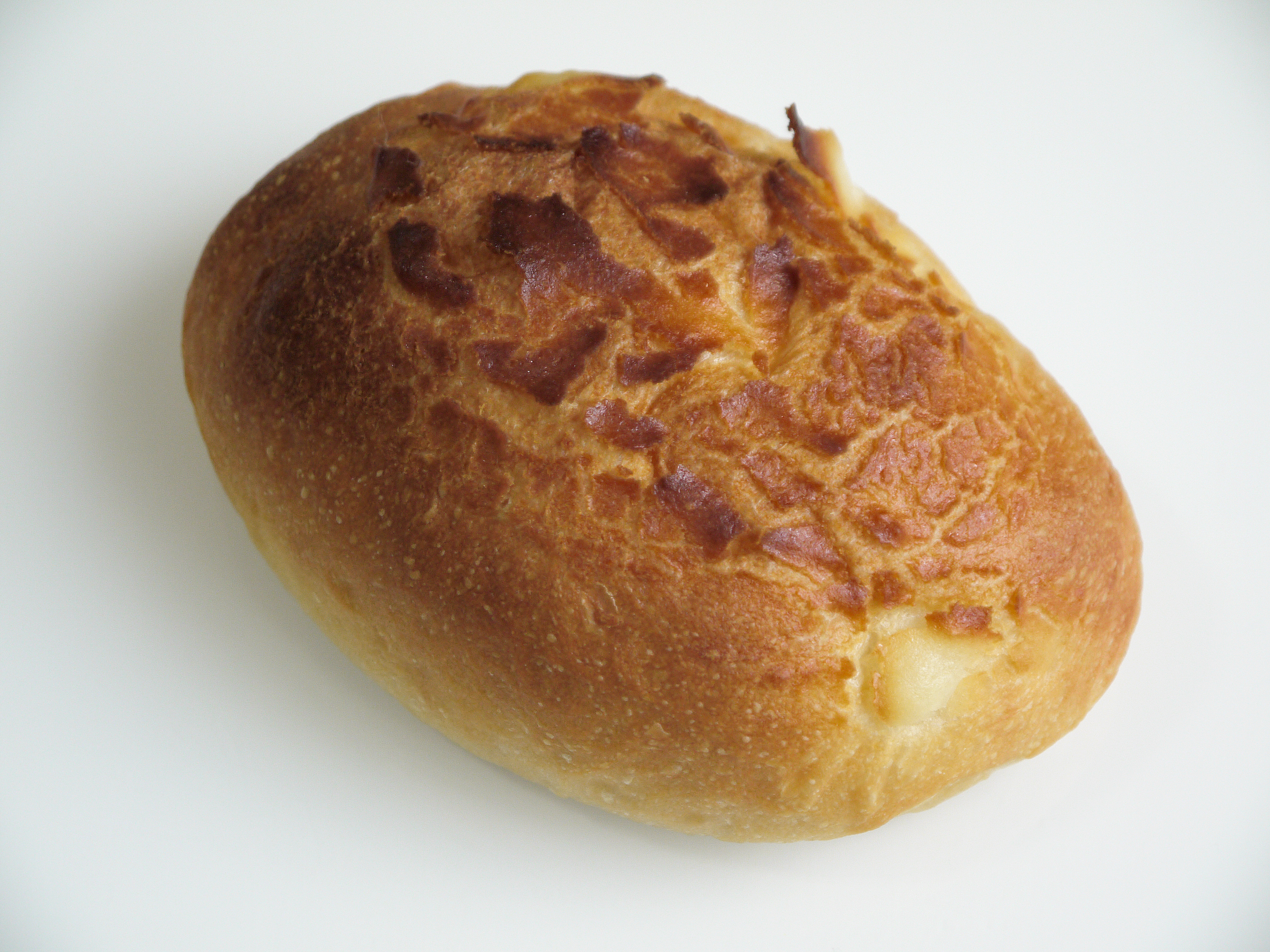
日本米粉麵包（Komeko-Pan）
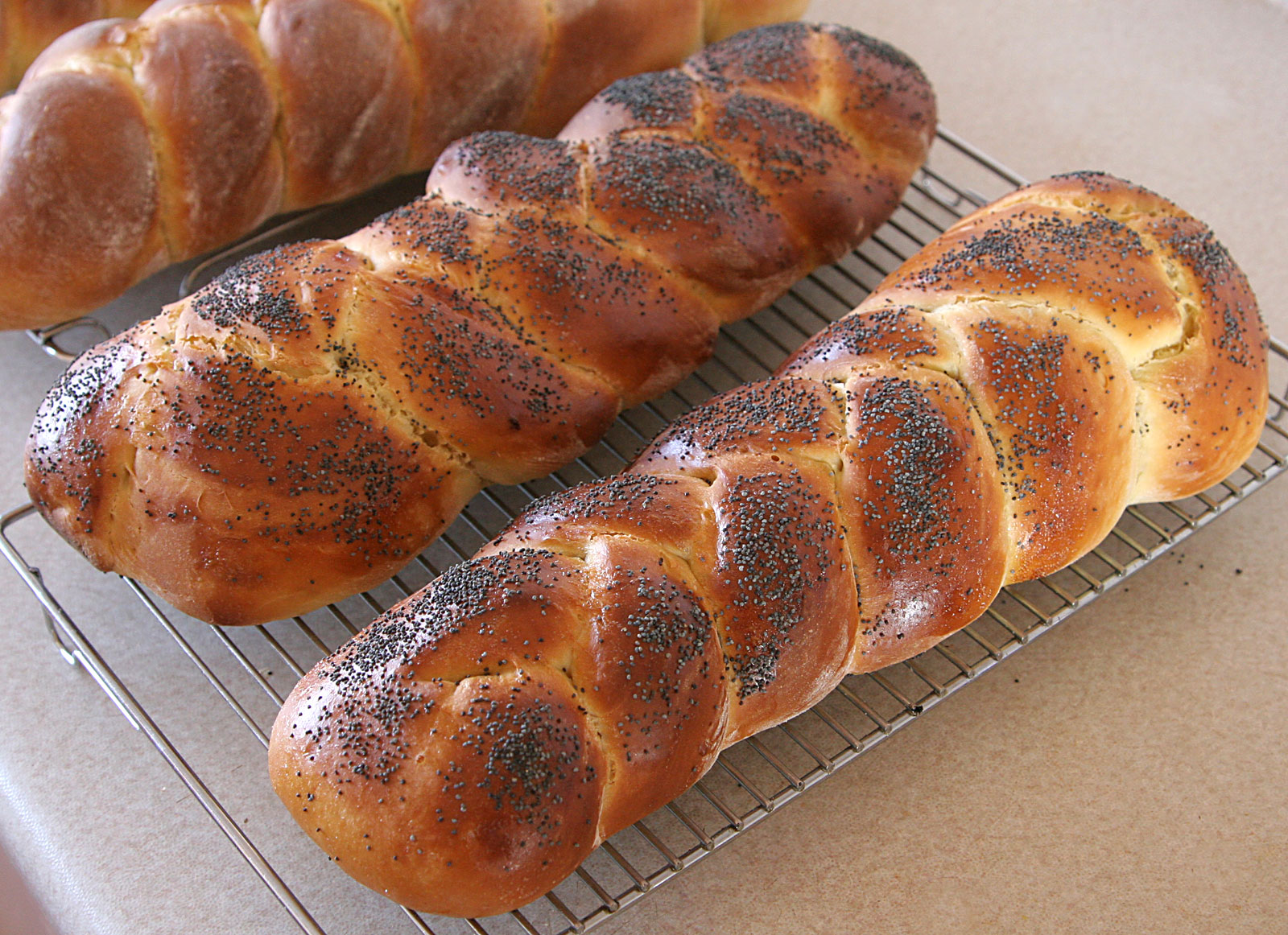
甜面包
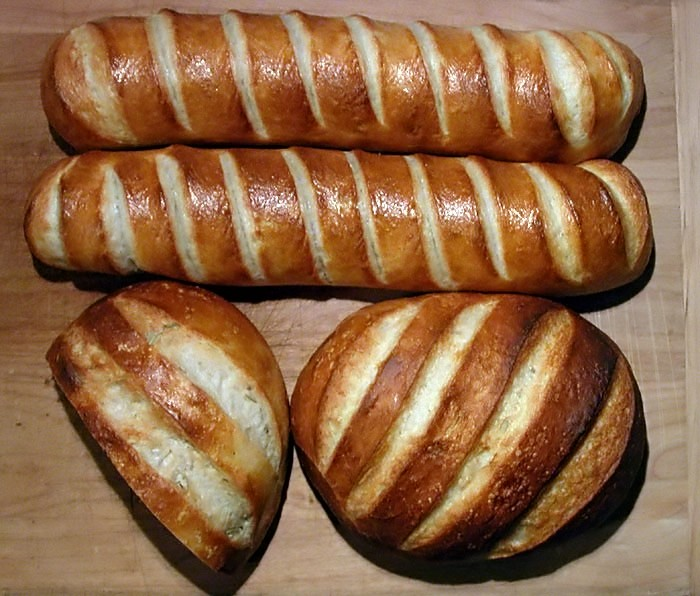
四大块烤过的面包
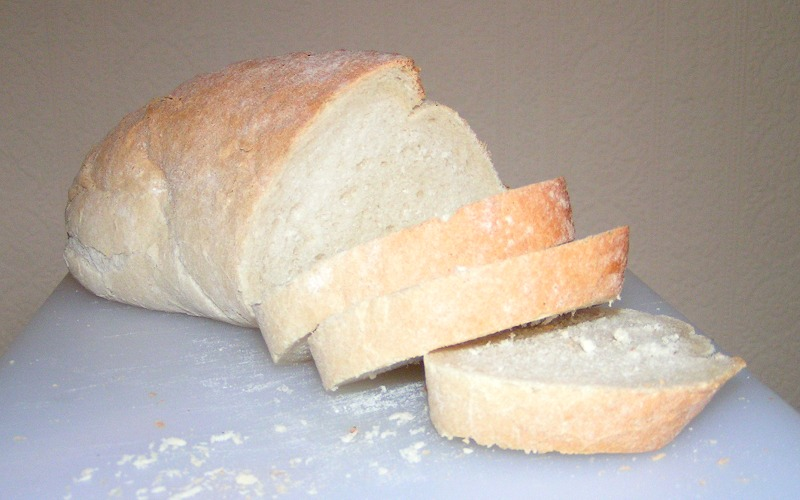
白麵包
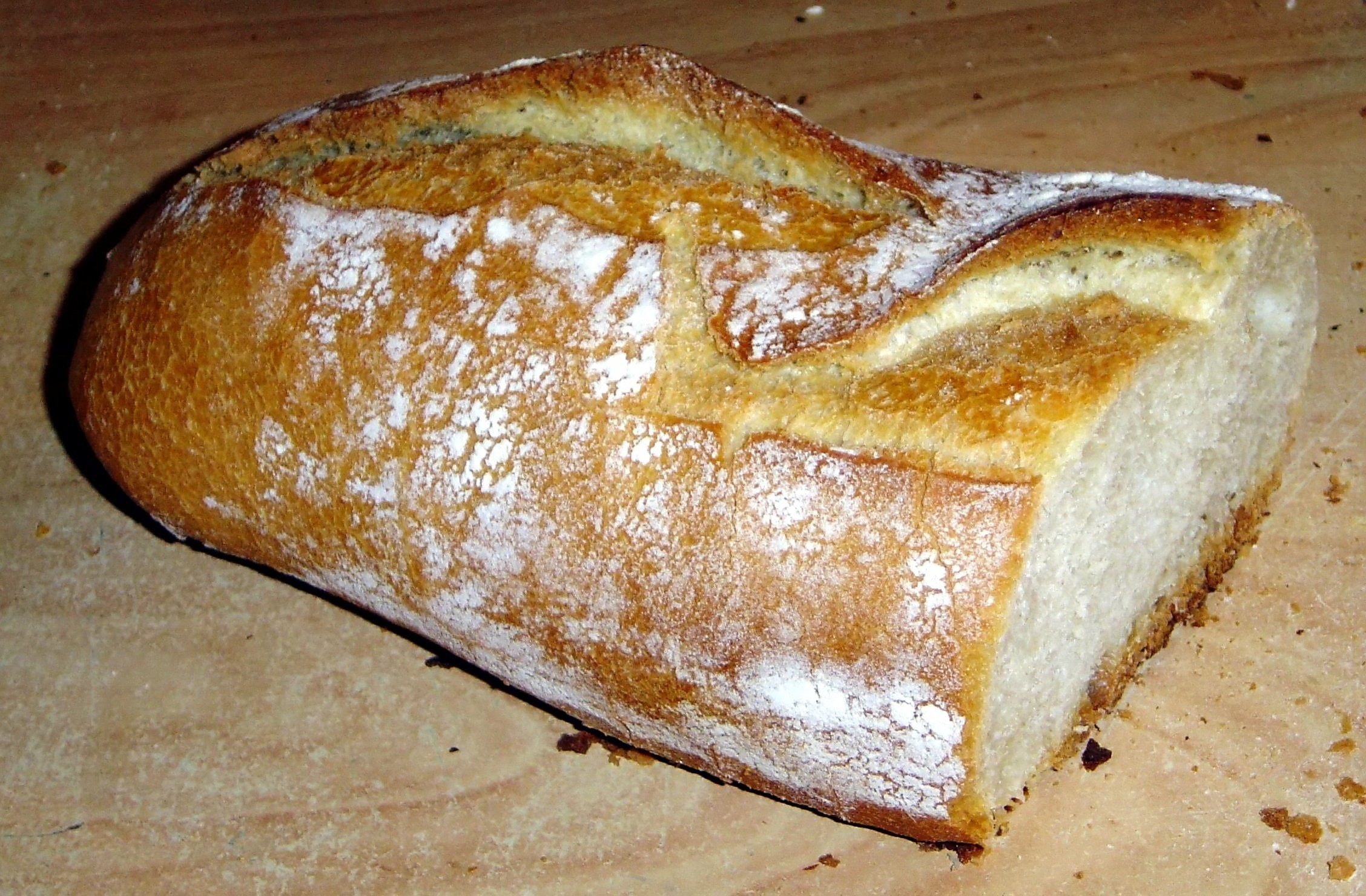
Pain au Levain，法式面包
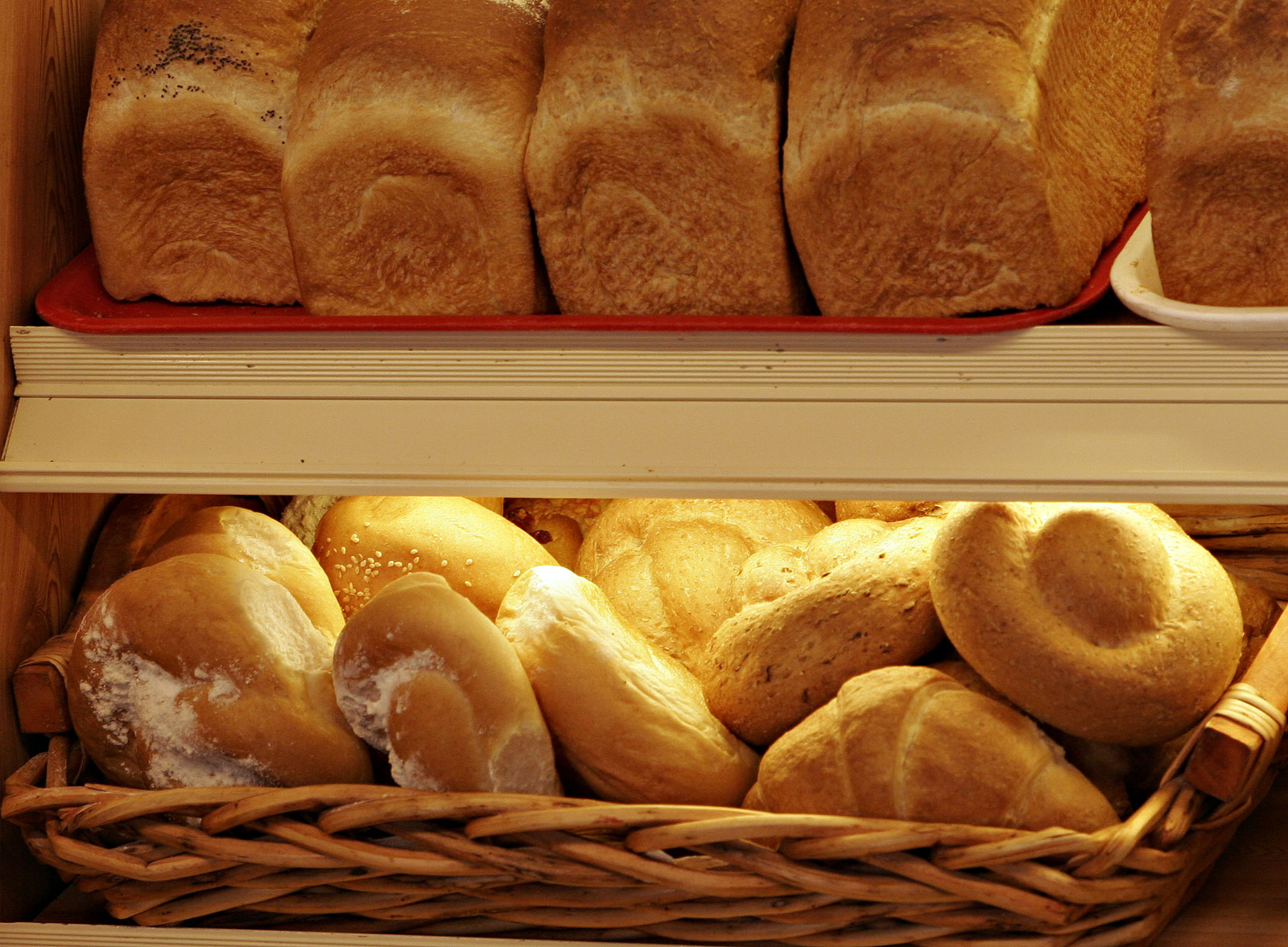
面包店裡的面包和面包卷
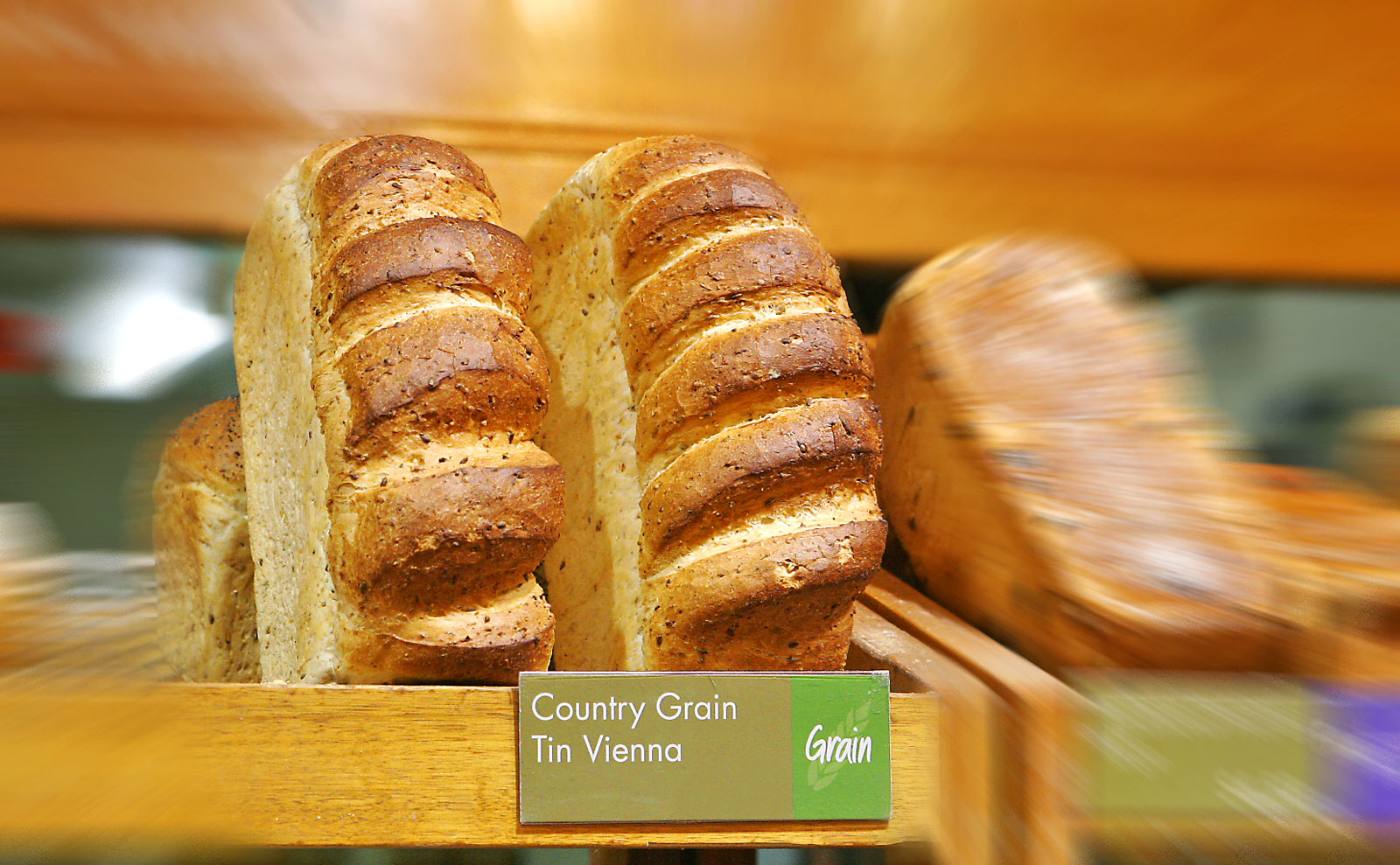
一盒维也纳面包
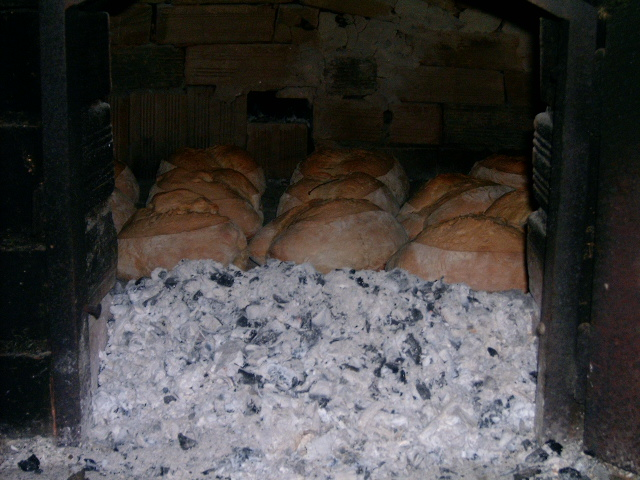
烤箱裡的面包
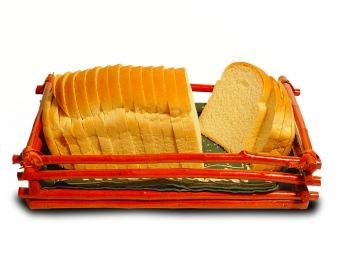
切片面包
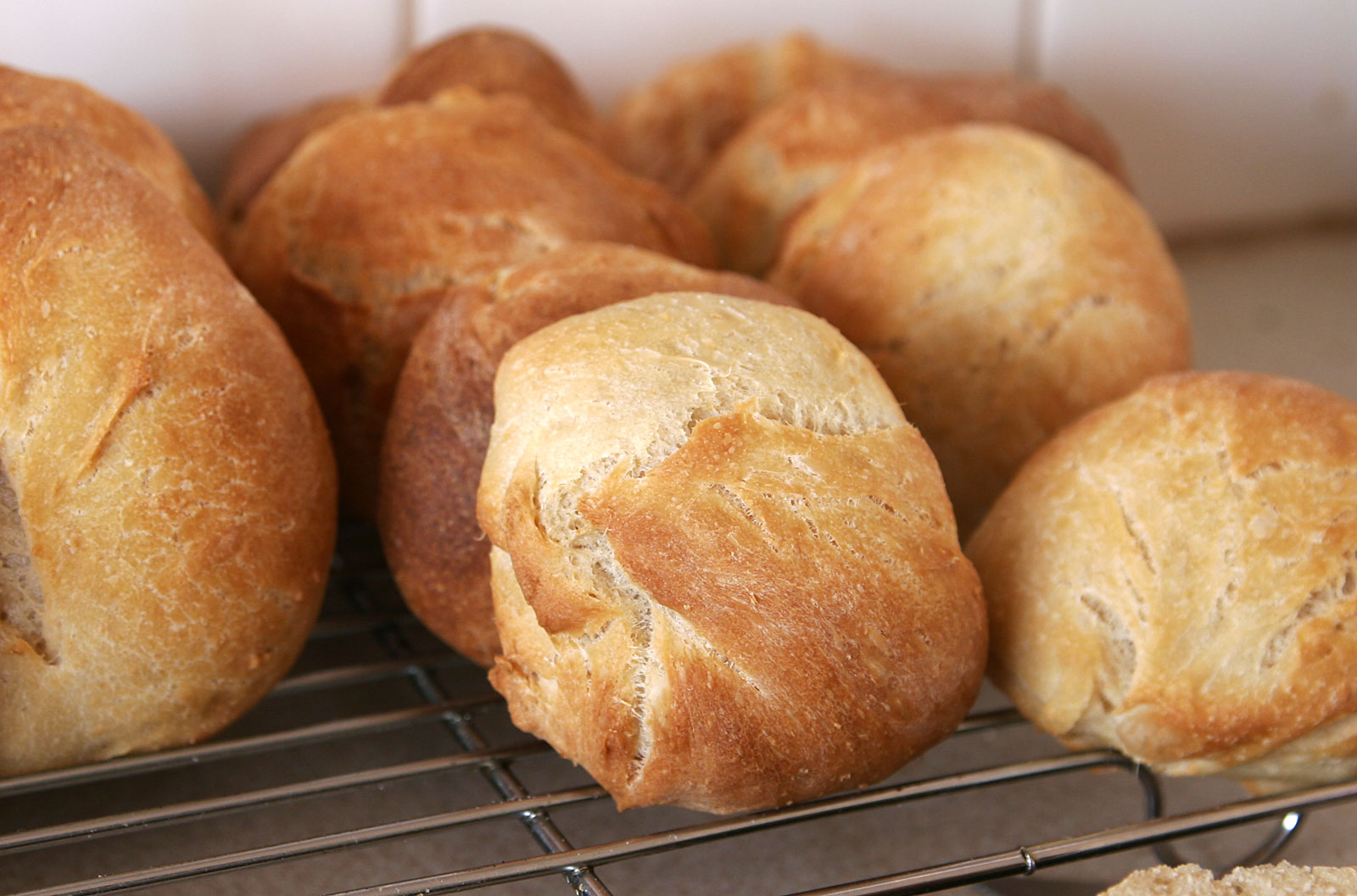
面包卷
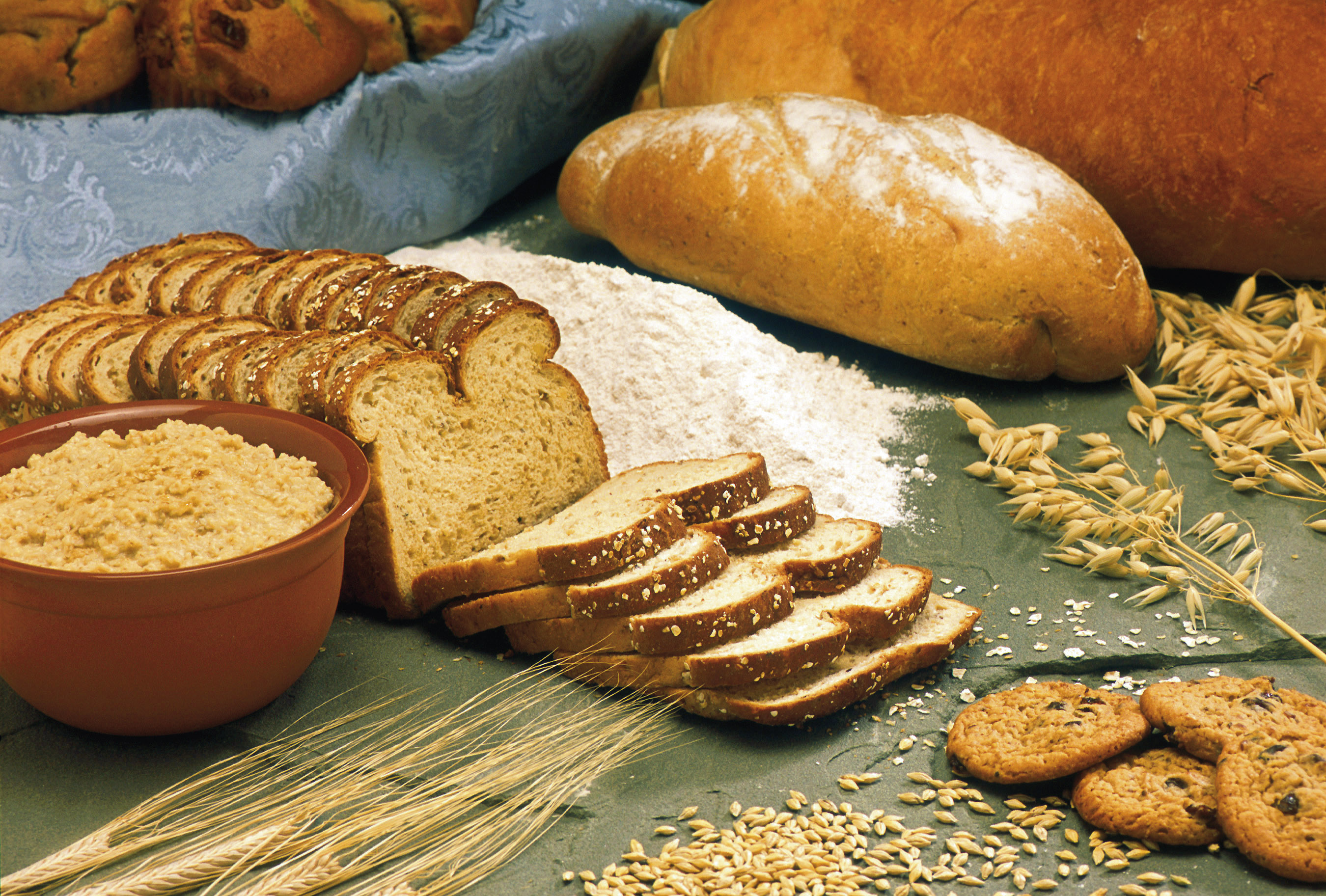
谷物
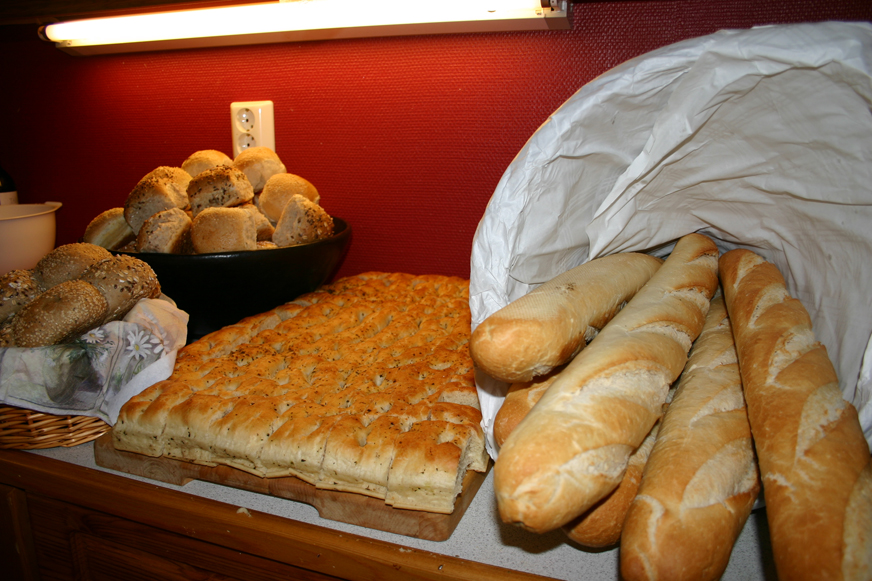
供挑选的面包
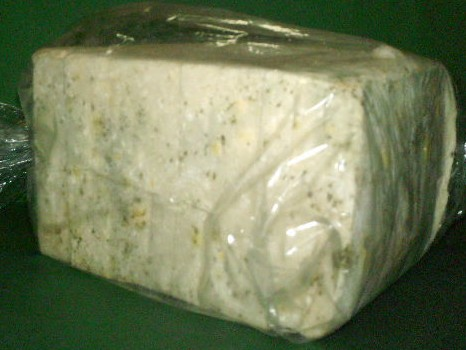
一个大的去皮面包在模板裡
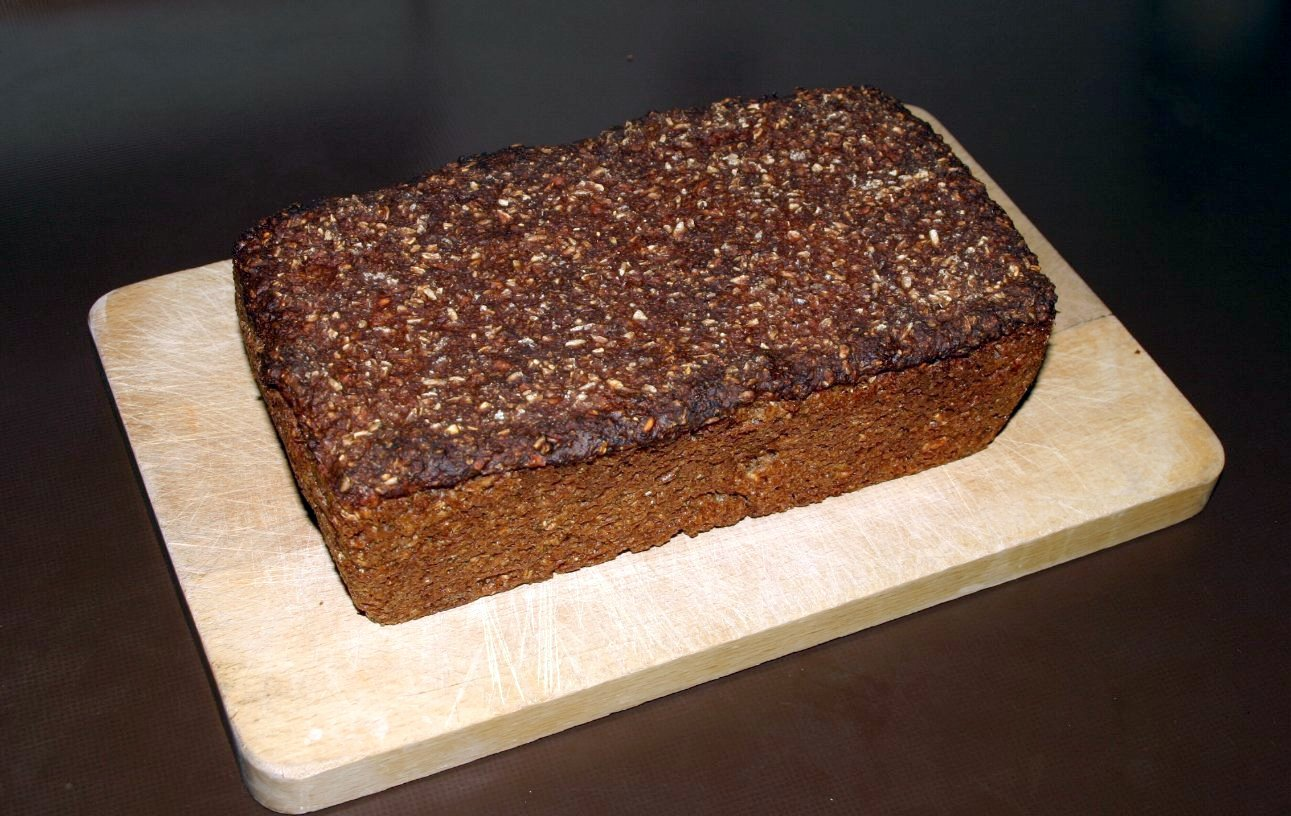
丹麦的自制黑麦面包
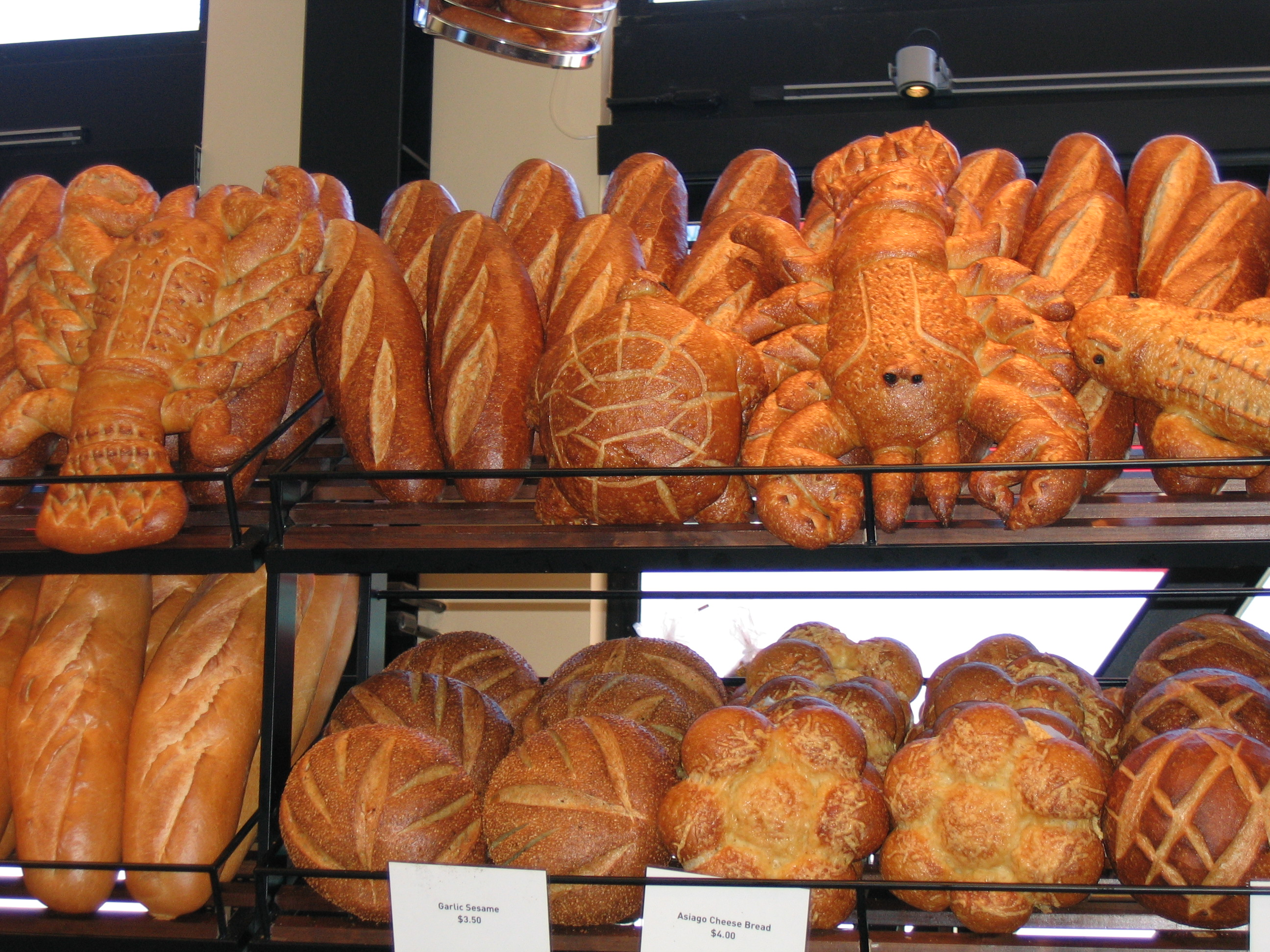
各种面包在Boudin面包房
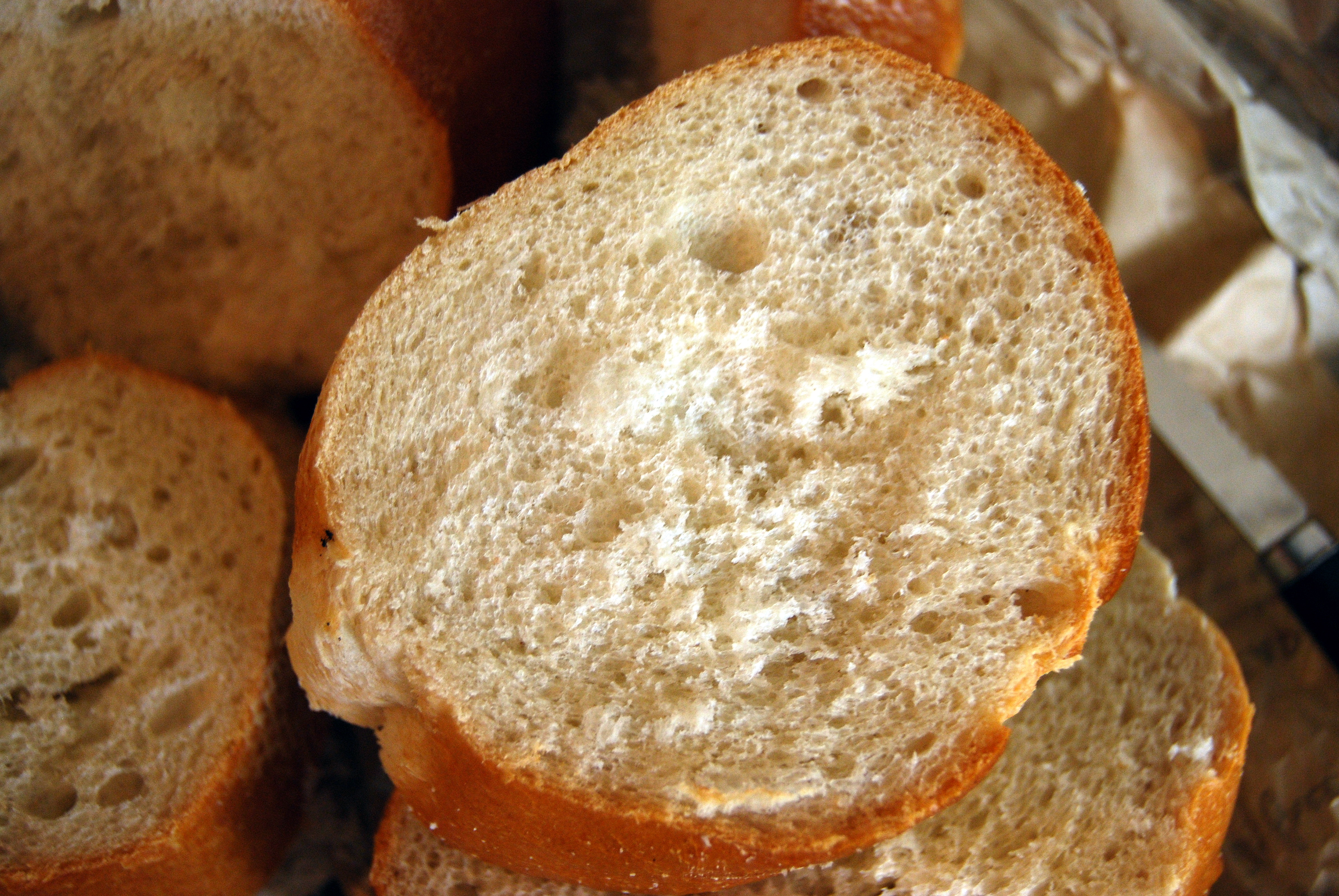
切成薄片的法式面包
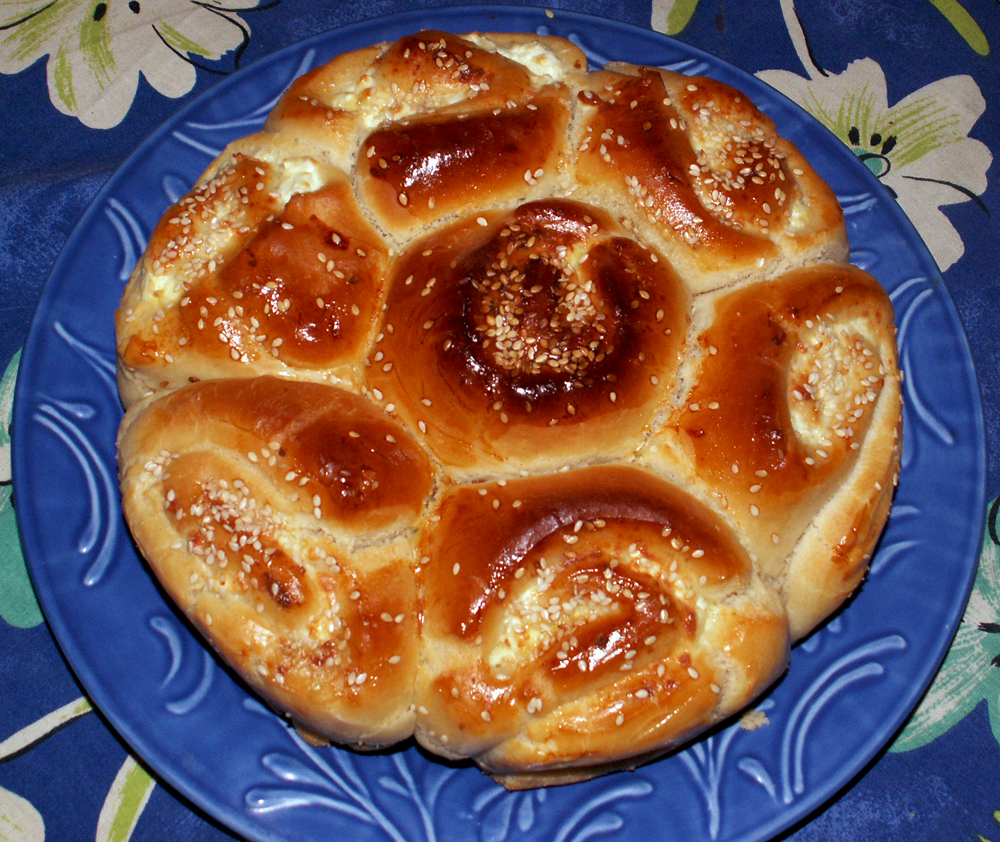
保加利亚一個節日的麵包

## 麵包的製作方式

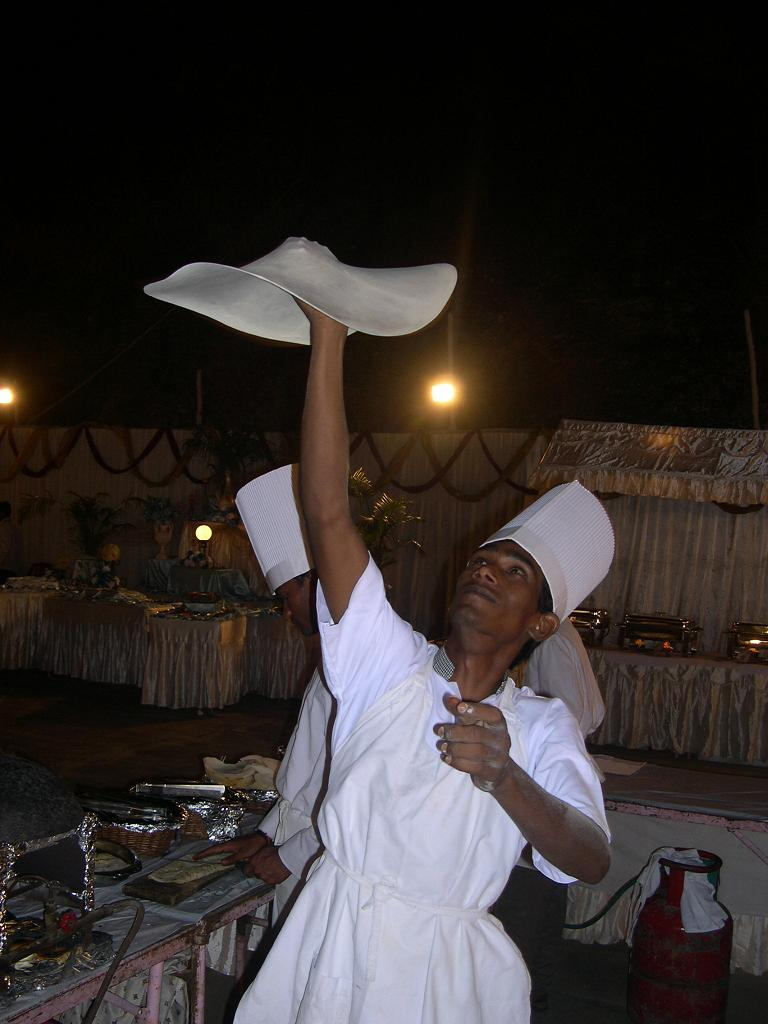
一个厨师在制作印度飞饼
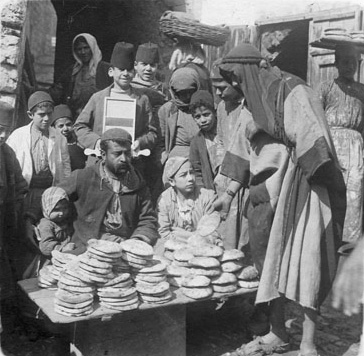
在一个面包摊前，大马士革，1910年
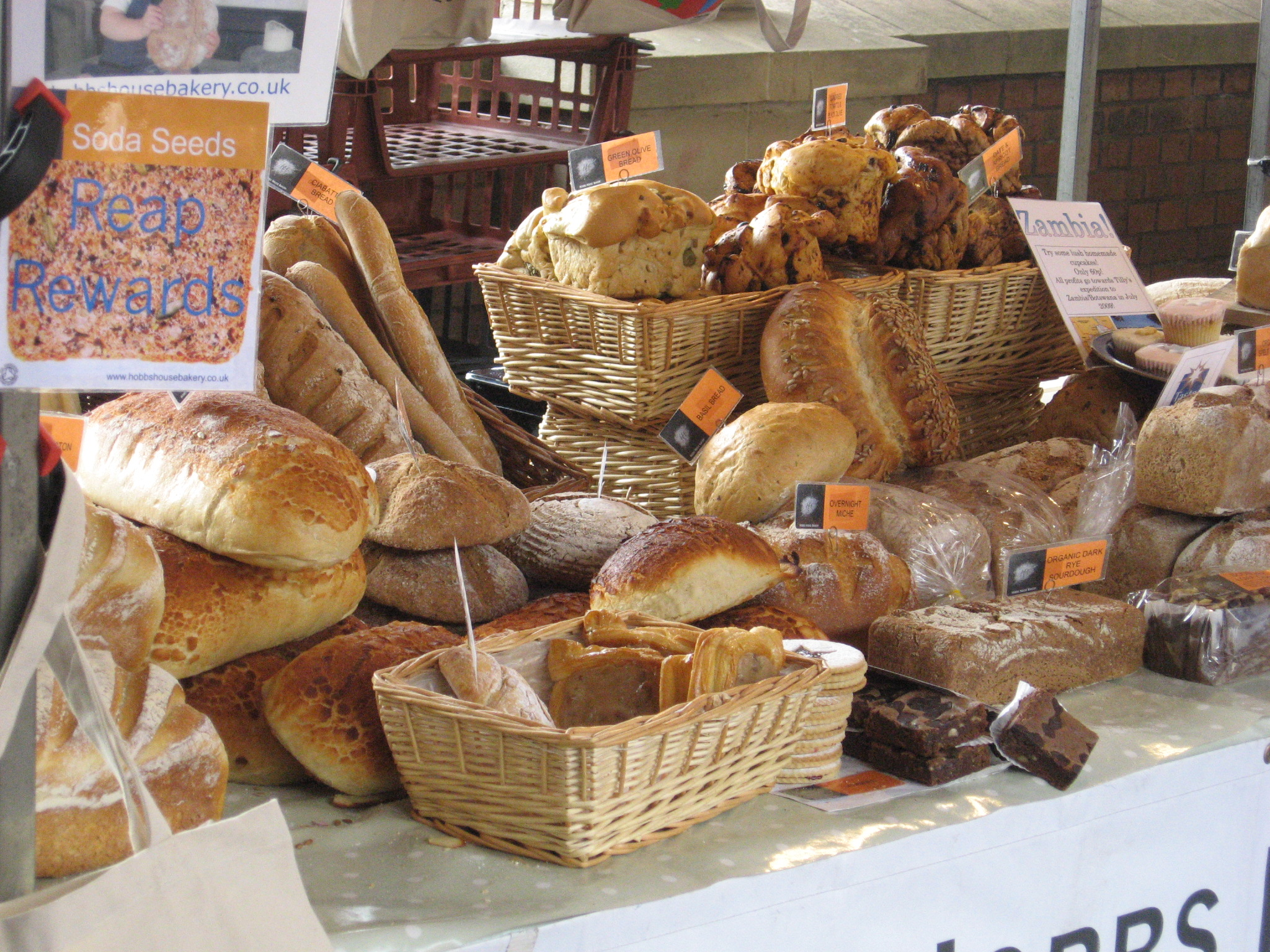
各式各样的面包在英格兰的农贸市场